# Ferroelectricidad

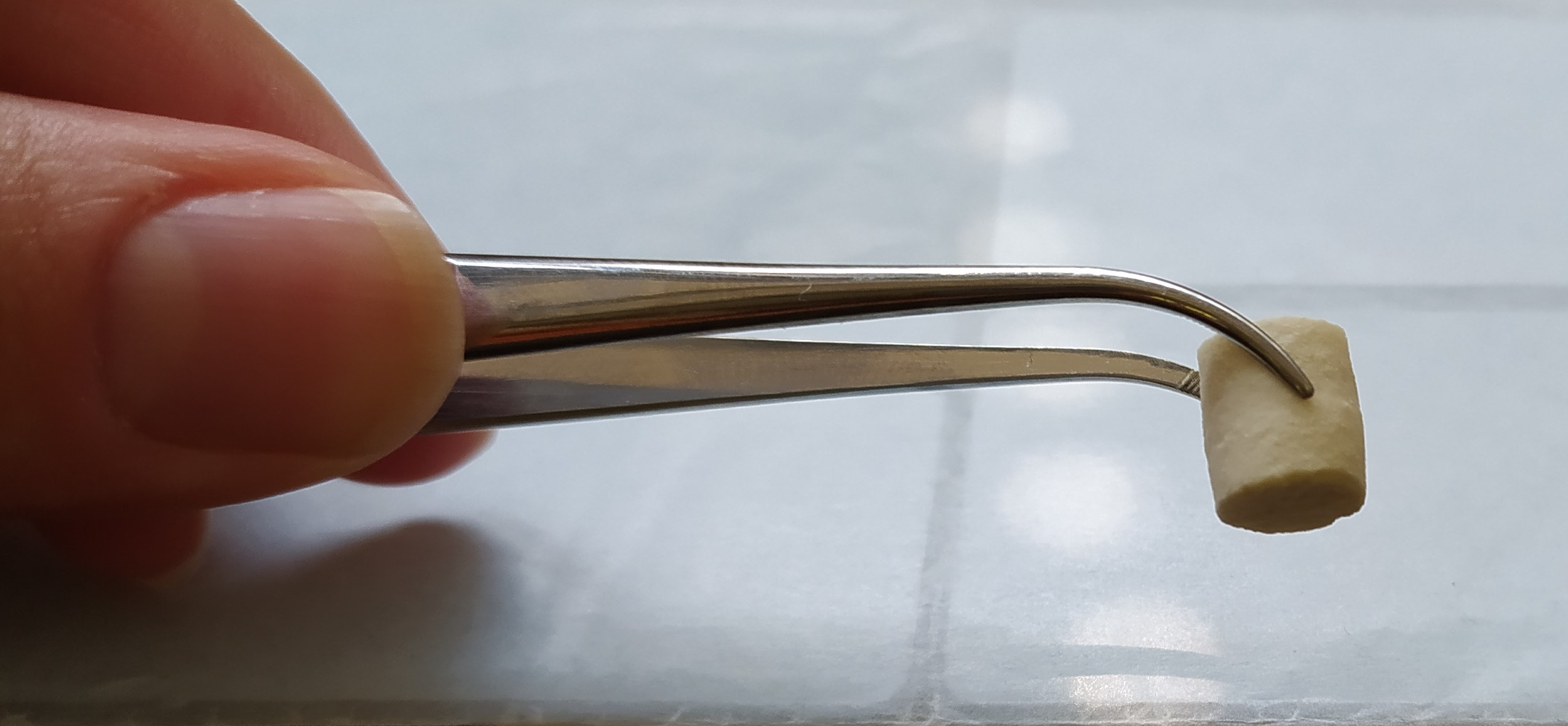
Cerámica ferroeléctrica, estudiada por sus propiedades dieléctricas

La ferroelectricidad es una propiedad empírica de materiales dieléctricos no centrosimétricos, que poseen por lo menos dos estados orientacionales enantiomorfos termodinámicamente estables, que pueden ser intercambiados de uno al otro por influencia de un campo eléctrico externo y cuya única diferencia es la dirección del vector de polarización. El efecto físico observable es que el material presenta una polarización incluso después de haber retirado el campo eléctrico. Se puede explicar en función de una alimentación residual de dipolos permanentes. Un ejemplo es el titanato de bario.
Los materiales que retienen una polarización neta, una vez retirado el campo, se conocen como materiales ferroeléctricos.